# 斯特金里弗 (明尼蘇達州)
斯特金里弗（英語：Sturgeon River）是位於美國明尼蘇達州聖路易斯縣的一個未組織地區。

## 地方資料
斯特金里弗的面積為93.00平方千米，皆為陸地。根據2000年美國人口普查的數據，當地共有人口99人，而人口密度為每平方千米1.06人。